# Zynovij (Korzynkin)
Zynovij (světským jménem: Anatolij Olexijovyč Korzynkin; * 19. června 1948, Slovjansk) je ukrajinský duchovní Ruské pravoslavné církve a metropolita saranský a mordovský.

## Život
Narodil se 19. června 1948 v Slovjansku.
Po dokončení střední školy a Doněckého hudebního učiliště nastoupil roku 1972 na Doněcký státní hudebně-pedagogický institut, kde začal studovat hru na housle. Zároveň studoval na Moskevské státní konzervatoři. Následně byl Ministerstvem kultury Ukrajinské sovětské socialistické republiky poslán učit na hudební učiliště v Záporoží.
V letech 1972–1973 sloužil v řadách Sovětské armády.
Roku 1978 odešel do Kursku, kde začal pracovat v Sergijevo-Kazaňském chrámu.
Dne 28. dubna 1978 byl arcibiskupem Chrizostomem (Martiškinem) rukopoložen na diákona a určen do služby chrámu Pokrova přesvaté Bohorodice v Rylsku. Dne 25. října byl rukopoložen na jereje se službou v chrámu Zesnutí přesvaté Bohorodice v sídle Kastornoje.
Dne 22. února 1984 byl postřižen na monacha se jménem Zynovij na počest svatého mučedníka Zenobia Egejského. Dne 24. prosince stejného roku se stal blagočinným Kastorenského okruhu. Dne 5. dubna 1985 mu bylo uděleno právo nosit náprsní kříž.
Dne 19. května 1987 byl ustanoven představeným chrámu Svaté Trojice ve městě Ščigry a blagočinným Ščigrovského okruhu.
Dne 4. listopadu 1988 byl povýšen na igumena.
Roku 1989 dokončil dálkové studium na Moskevském duchovním semináři.
V září 1998 se stal děkanem fakulty teologie a religionistiky Kurské státní univerzity a roku 1999 byl povýšen na archimandritu.
Roku 2006 dokončil dálkové studium Moskevské duchovní akademie.
Dne 22. března 2011 jej Svatý synod zvolil biskupem elistenským a kalmyckým.
Dne 1. dubna 2011 byl v chrámu Vladimirské ikony Matky Boží Patriarchální rezidence v Moskvě oficiálně jmenován biskupem a o dva dny později proběhla v chrámu Krista Spasitele jeho biskupská chirotonie. Světiteli byli patriarcha moskevský Kirill, metropolita krutický a kolomenský Juvenalij (Pojarkov), metropolita saranský a mordovský Varsonofij (Sudakov), metropolita voroněžský a borisoglebský Sergij (Fomin), arcibiskup kurský a rylský German (Moralin), arcibiskup bělgorodský a starooskolský Ioann (Popov), arcibiskup naro-fominským Justinian (Ovčinnikov), arcibiskup vladikavkazský a machačkalský Zosima (Ostapenko), arcibiskup sergijevo-posadský Feognost (Guzikov), biskup zarajský Merkurij (Ivanov), biskup archangelský a cholmogorský Daniil (Dorovskich), biskup saratovský a volský Longin (Korčagin) a biskup solněčnogorský Sergij (Čašin).
Dne 1. únor 2014 byl při liturgii v chrámu Krista Spasitele povýšen patriarchou moskevským Kirillem na arcibiskupa.
Dne 19. března 2014 byl Svatým synodem ustanoven metropolitou saranským a mordovským, hlavou mordovské metropole. Dne 30. března byl v chrámu Alexije Člověka Božího v Krasnom Sele (Moskva) povýšen patriarchou na metropolitu.
Od března do dubna 2014 byl dočasným správcem simbirské eparchie.
Dne 30. května 2014 byl Svatým synodem potvrzen ve funkci představeného monastýru svatého Jana Bohoslova ve vesnici Makarovka.